# Бабенко, Сергей Фёдорович
Сергей Фёдорович Бабенко (19 октября 1912 — 14 июля 2008) — советский и украинский машиностроитель, профессор Криворожского горнорудного института, один из создателей бурового агрегата НКР-100М.
Соавтор изобретений для горной промышленности: «Вращатель для буровых станков», «Пневмоударник», «Перфоратор», «Ударно-поворотный пневматический перфоратор», «Станок для ударно-вращательного бурения скважин в подземных условиях», «Перфоратор с золотниковым воздухораспределителем и независимым вращением бура», «Способ отбойки полезных ископаемых при подземной добыче с массовым обрушением».

## Биография
Сергей Фёдорович родился 19 октября 1912 года в селе Чистополь (теперь Пятихатский район, Днепропетровская область, Украина), в крестьянской семье. Окончил семь классов в 1929 году и поступил в Хорольский техникум механизации сельского хозяйства и окончил его в феврале 1933 года. После окончания техникума работал в Лебединской механико-технической службе Сумской области механиком, а в 1934 году в Пятихатской механико-технической службе также механиком. С мая 1934 года работал на Криворожстали — инженером по оборудованию доменного цеха.
С ноября 1934 года начал свою трудовую деятельность на Криворожском заводе горнорудного оборудования «Коммунист», где проработал до сентября 1963 года, почти 30 лет. Начинал конструктором, был ведущим инженером-конструктором, руководителем группы, заместителем главного конструктора завода, главным конструктором завода, начальником специального конструкторского бюро.
В 1943 году 3 ноября ушёл в действующую советскую армию добровольцем, служил в 181 танковой бригаде 18 танкового корпуса, в должности командира взвода по ремонту танков. За период службы в армии был награждён орденом Красной звезды и орденом Отечественной войны второй степени, 13 медалями. От главнокомандующего советскими войсками получил 14 благодарностей.
В 1948 году за разработку новой конструкции погрузочной машины ПМЛ-5 с оригинальной конструкцией пневматического пяти цилиндрового звездообразного двигателя НП-5, был награждён медалью «Отличник социалистического соревнования металлургической промышленности».
В 1950 году получил высшее образование в Криворожском горнорудном институте на вечернем отделении электромеханического факультета и получил специальность «горный инженер-электромеханик».
За разработку и внедрение в серийное производство телескопных перфораторов, производительность которых на 50 % выше ранее изготовленных, был награждён в 1960 году малой серебряной медалью ВДНХ СССР, а в 1962 году за разработку научных основ, создание и внедрение в производство (впервые в мировой технике) полуавтоматического бурового агрегата НКР-100М, для бурения глубоких скважин в подземных условиях, был награждён большой серебряной медалью ВДНХ СССР. За эту же работу постановлением комитета по Ленинской премии в области науки и техники при Совете Министров СССР, 21 апреля 1966 года, присуждена Ленинская премия и звание Лауреата Ленинской премии.
За период конструкторской деятельности на заводе «Коммунист» получил за изобретения 8 авторских свидетельств из которых 5 внедрены в производство. Автор более 40 научных трудов, по актуальным вопросам горного машиностроения. Более 60 раз награждался и поощрялся. Трудовые и научные достижения опубликованы в ежегоднике «Большая советская энциклопедия» в 1967 году.
В 1963 году 1 сентября на конкурсной основе был избран Криворожским горнорудным институтом на должность доцента кафедры технической механики, где в процессе преподавательской деятельности успешно освоил и преподавал студентам курс лекций по следующим дисциплинам: «Детали машин», «Теория машин и механизмов», «Сопротивление материалов», «Начертательная геометрия». Вёл тематическую, научно-исследовательскую работу в области надёжности и долговечности деталей и узлов горных машин, с последующим внедрением разработок в производство.
В ноябре 1964 года был утверждён Высшей аттестационной комиссией в учёном звании доцента кафедры технической механики.
В сентябре месяце 1968 года защитил диссертацию кандидата технических наук, а в ноябре 1968 года был утверждён Высшей аттестационной комиссией в учёной степени кандидата технических наук. В Криворожском горнорудном институте 17 раз награждался и поощрялся.
В 1995 году ушёл на пенсию. Общий рабочий стаж составил 62 года.
Умер 14 июля 2008 года.

## Награды
- 1960 — Малая серебряная медаль ВДНХ
- 1962 — Серебряная медаль ВДНХ
- Орден Красной Звезды
- 1985 — Орден Отечественной войны 2 степени
- 1966 — Ленинская премия